# Hlíðar
Hlíðar (isländskt uttal: [ˈl̥iːðar̥]), eller Hlíðahverfi är ett distrikt i Reykjavik, Island. Hlíðar består av de sex stadsdelarna: själva Hlíðar, Norðurmýri, Holt, Hlemmur, Suðurhlíðar och Öskjuhlíð.